# Thelypteris erythrothrix
Thelypteris erythrothrix là một loài dương xỉ trong họ Thelypteridaceae. Loài này được A.R. Sm. mô tả khoa học đầu tiên năm 1992.
Danh pháp khoa học của loài này chưa được làm sáng tỏ. 